# Henry Gerber
Henry Gerber (Passau, 29 de junho de 1892 — Washington, DC, 31 de dezembro de 1972) foi um dos primeiros ativistas dos direitos civis homossexuais estadunidense. Inspirado pelo trabalho do alemão Magnus Hirschfeld e seu comitê científico humanitário, Gerber fundou a Society for Human Rights (SHR) em 1924, a primeira organização homossexual conhecida, e a Friendship and Freedom, a primeira publicação do gênero. SHR teve pouca duração, pois a polícia acabou por prender um grande número de membros da organização logo após sua criação oficial. Embora desestimulado por esse acontecimento, Gerber manteve contato com movimentos civis nos anos 50 e continuou a defender os direitos homo afetivos. Hoje ele é mundialmente reconhecido pelo movimento LGBT.

## Início
Gerber nasceu como Henry Joseph Dittmar (algumas fontes apontam para "Josef") em 29 de junho de 1892 na Bavaria. Ele mudou seu nome para "Henry Gerber" após imigrar para os Estados Unidos em 1913. Ele e seus familiares acabaram por viver na cidade de Chicago devido ao grande número de imigrantes alemães.  Em 1917, Gerber passou brevemente por uma instituição mental devido a sua homossexualidade. Quando os Estados Unidos declararam Guerra à Alemanha, Gerber recebeu duas alternativas: ser preso como inimigo ou se alistar nas forças armadas. Gerber optou pelo exército e foi enviado para Coblenz, servindo por cerca de três anos. 
Durante seu período na Alemanha, Gerber soube a respeito de Magnus Hirschfeld e seu trabalho de tentativa de reformar a lei alemã de anti-homossexualidade, que criminalizava as relações sexuais entre dois homens.  Gerber viajou para Berlin, que até então possuía uma subcultura gay ativa.  Ele absorveu as ideias de Hirschfeld, incluindo a ideia de que homens gays eram naturalmente afeminados.  Após seu serviço militar, Gerber retornou para os Estados Unidos e acabou por trabalhar no serviço postal de Chicago. 

## Sociedade pelos Direitos Humanos
Inspirado em Hirschfeld, Gerber resolveu fundar uma organização parecida nos Estados Unidos. Ele batizou seu grupo de Society for Human Rights (SHR) e tomou para si o cargo de secretário. Gerber inscreveu a organização como sem fins lucrativos na lei do estado de Illinois. A inscrição resumia o papel da organização (SHR): 
Para promover e proteger os interesses de pessoas que por razões de anormalidades fisico-metais são abusados e segregados tendo negados seus direitos apontados pela Declaração de Independência, e para combater a visão desviesada que o público tem de tais pessoas, utilizando de dados científicos para melhor esclarecimento da situação de tais pessoas (...)
Um clérigo  Afro-americano  chamado John T. Graves assinou como presidente da nova organização e Gerber, Graves e outros cinco foram listados como diretores. O Estado concedeu a autorização em 10 de dezembro de  1924, fazendo da SHR a mais antiga organização homossexual documentada no país.
Gerber criou a primeira publicação gay estadunidense conhecida  chamada de Friendship and Freedom, assim como o  como o boletim da SHR. No entanto, poucos membros SHR estavam dispostos a receber correspondências do boletim, temendo que os inspetores postais considerassem a publicação obscena sob pela lei de costumes. Na verdade, todas as publicações de interesse gay foram consideradas obscenas até 1958.Friendship and Freedom teve apenas duas edições.
Gerber e Graves decidiram por limitar a adesão na SHR para homens gays e excluir bissexuais. Sem eles saberem, o vice-presidente da SHR, Al Weininger, foi casado e possuía  dois filhos. A esposa de Weninger  relatou a SHR para uma assistente social no verão de 1925,  chamando-os  de "degenerados". A polícia interrogou Gerber o prenderam, assim como Graves, Weininger e outro homem. O  Chicago Examiner relatou a história sob o título "Culto Sexual Bizarro Descoberto"  Gerber foi julgado três vezes. As acusações contra Gerber foram retiradas, mas a sua defesa lhe custou todas as  suas economias, segundo alguns subornos pagas através de seu advogado. ou todos que pode ter sido em forma desubornos pagos através de seu advogado.  Gerber perdeu o emprego nos correios por "conduta imprópria de um trabalhador postal" e Weninger pagou uma multa de US $ 10 por "conduta desordeira".

## Últimos anos
As atividades de Gerber entre o fim da SHR e 1927 não são documentadas. Em 1927, Gerber viajou para Nova Iorque, onde um amigo de seus dias do Exército apresentou-o a um coronel. O oficial encorajou Gerber para voltar a alistar-se novamente, coisa que ele fez. Gerber serviu até 1945, quando ele recebeu uma dispensa honrosa. Durante seu segundo alistamento, Gerber publicou uma pen pal  chamada "Connections" no início de 1930. O serviço normalmente tinham entre 150 e 200 membros, a maioria dos quais eram heterossexuais. Ele continuou escrevendo artigos para uma variedade de revistas, incluindo uma chamada Chantecler , em que às vezes ele defendia  o direito dos homossexuais.  Era algo comum para os escritores homossexuais usarem pseudônimo s ao escrever sobre assuntos gays; Gerber, por vezes, escreveu em seu próprio nome, mas às vezes usou o nome "Parisex". Gerber continuou a escrever nos próximos 30 anos. 
Na década de 1950, Gerber começou a explorar a cena gay de Nova York de forma mais ampla e manteve uma volumosa correspondência com outros gays, discutindo  organizações gays e estratégias para tratar do preconceito recebido pela sociedade.  Gerber viveu em Nova Iorque até perto do final de sua vida, quando ele se mudou para um retiro de militares em Washington, DC. Lá ele trabalhou em suas memórias (manuscritos agora perdidos) e traduções de romances alemães. Gerber morreu em casa em 31 de dezembro de 1972, aos 80 anos. 

## Legado
Gerber foi postumamente induzido à Calçada da fama de Gays e Lésbicas de Chicago em 1992. A Henry Gerber House, localizada em Crilly Court, Chicago, contém o apartamento onde Gerber vivia quando fundou a SHR.  A Livraria Gerber/Hart é nomeada em homenagem a ele e a Pearl M. Hart.
Gerber serve como uma ligação direta entre o ativismo LGBT da República de Weimar e o movimento homo afetivo estadunidense da década de cinquenta. Em 1929,um jovem chamado Harry Hay
morava em Los Angeles. Ele logo descobriu a cena sexual de Pershing Square, em Los Angeles, onde ele encontrou um homem que havia sido amante de um dos colegas de Gerber na SHR. Este homem contou a Hay a breve história da organização. Embora mais tarde Hay viesse a negar qualquer conhecimento prévio de ativismo gay naquela época, ele foi inspirado por esse conhecimento para conceber em 1948 um grupo social e político para homens gays. Em 1950, as ideias de Hay tiveram fruto e diversos homens auxiliaram na criação da Mattachine Society, a primeira mantida sociedade pelos direitos LGBT nos Estados Unidos. 